# Lescure-Jaoul
Lescure-Jaoul település Franciaországban, Aveyron megyében. Lakosainak száma 222 fő (2022. január 1.). Lescure-Jaoul Bor-et-Bar, Lunac, La Salvetat-Peyralès, Le Bas-Ségala és Jouqueviel községekkel határos.

## Népesség
A település népessége az elmúlt években az alábbi módon változott:
| Lakosok száma | 490  | 378  | 319  | 262  | 244  | 237  | 229  | 220  | 219  | 222  |
|               | 1968 | 1982 | 1990 | 2006 | 2013 | 2015 | 2017 | 2019 | 2020 | 2022 |